# Basileus (nouvelle)
Basileus (titre original : Basileus) est une nouvelle fantastique de Robert Silverberg.
Elle a été proposée au prix Locus de la meilleure nouvelle courte 1984, sans remporter le prix.

## Publications

### Publications aux États-Unis
La nouvelle est parue en 1983 dans The Best of Omni Science Fiction, anthologie sous la direction de Don Myrus.
Elle a ensuite été régulièrement rééditée dans divers recueils de Robert Silverberg et diverses anthologies.

### Publications en France
La nouvelle est notamment publiée en France en 1994 dans l'anthologie Le Nez de Cléopâtre, éd. Denoël, avec rééditions en 2000 et 2001.
Elle est aussi publiée en avril 2003 dans l'anthologie Voile vers Byzance, avec une traduction d’Hélène Collon ; il y a eu une nouvelle édition en livre de poche chez J'ai lu en décembre 2005. La nouvelle est donc l'une des 124 « meilleures nouvelles » de Silverberg sélectionnées pour l'ensemble de recueils Nouvelles au fil du temps, dont Voile vers Byzance est le troisième tome.

### Publications dans d'autres pays
La nouvelle a aussi été publiée :
- en italien, sous le titre Basileo en 2001[4] ;
- en allemand, sous le titre Basileus en décembre 2001[5].

## Résumé
Cunningham, un mordu d'informatique, se sert de son ordinateur pour parler aux Anges. C'est devenu son unique hobby et une passion dévorante. 
À la fin du récit, l'archange Raphaël lui annonce qu'au cours d'une assemblée générale angélique, les Anges l'ont désigné Ange et que son nom est Basileus, celui qui est chargé de dire si un monde mérite d'être sauvé ou exterminé. Grâce à son métier en lien avec les systèmes de sécurité nucléaire, Cunningham, un soir de déprime, envoie l'ordre de tir aux fusées nucléaires américaines, déclenchant ainsi l'apocalypse nucléaire.